# Omomiłkowate

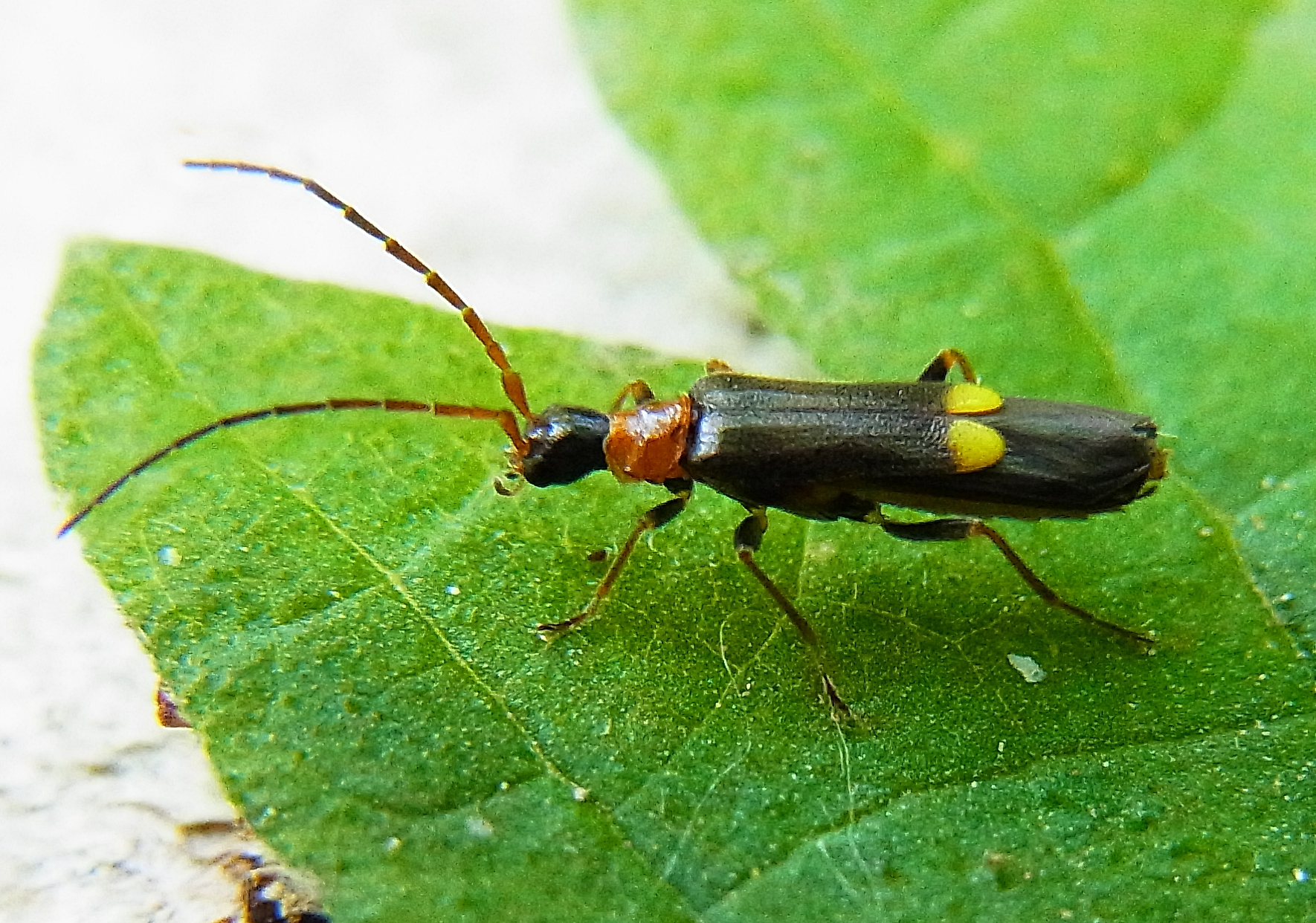
Malthodes minimus

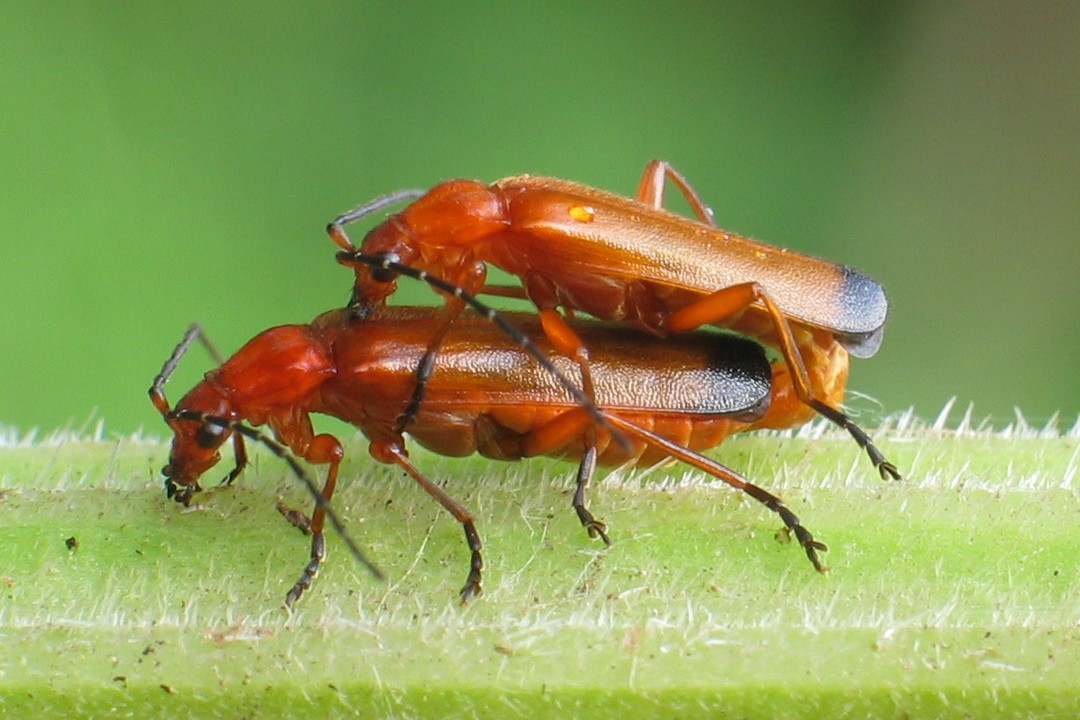
Parka zmięków żółtych

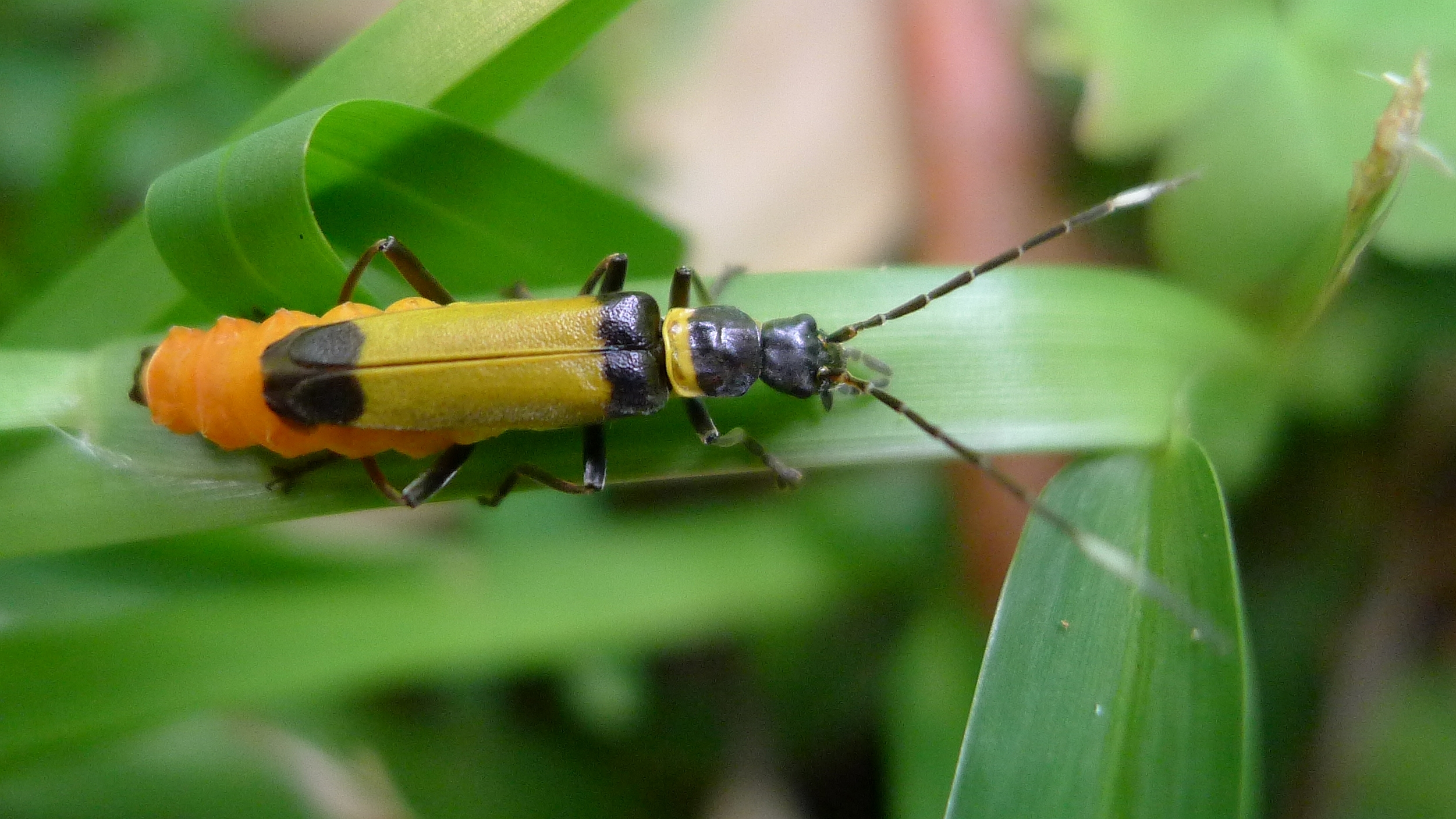
Chauliognathus imperialis

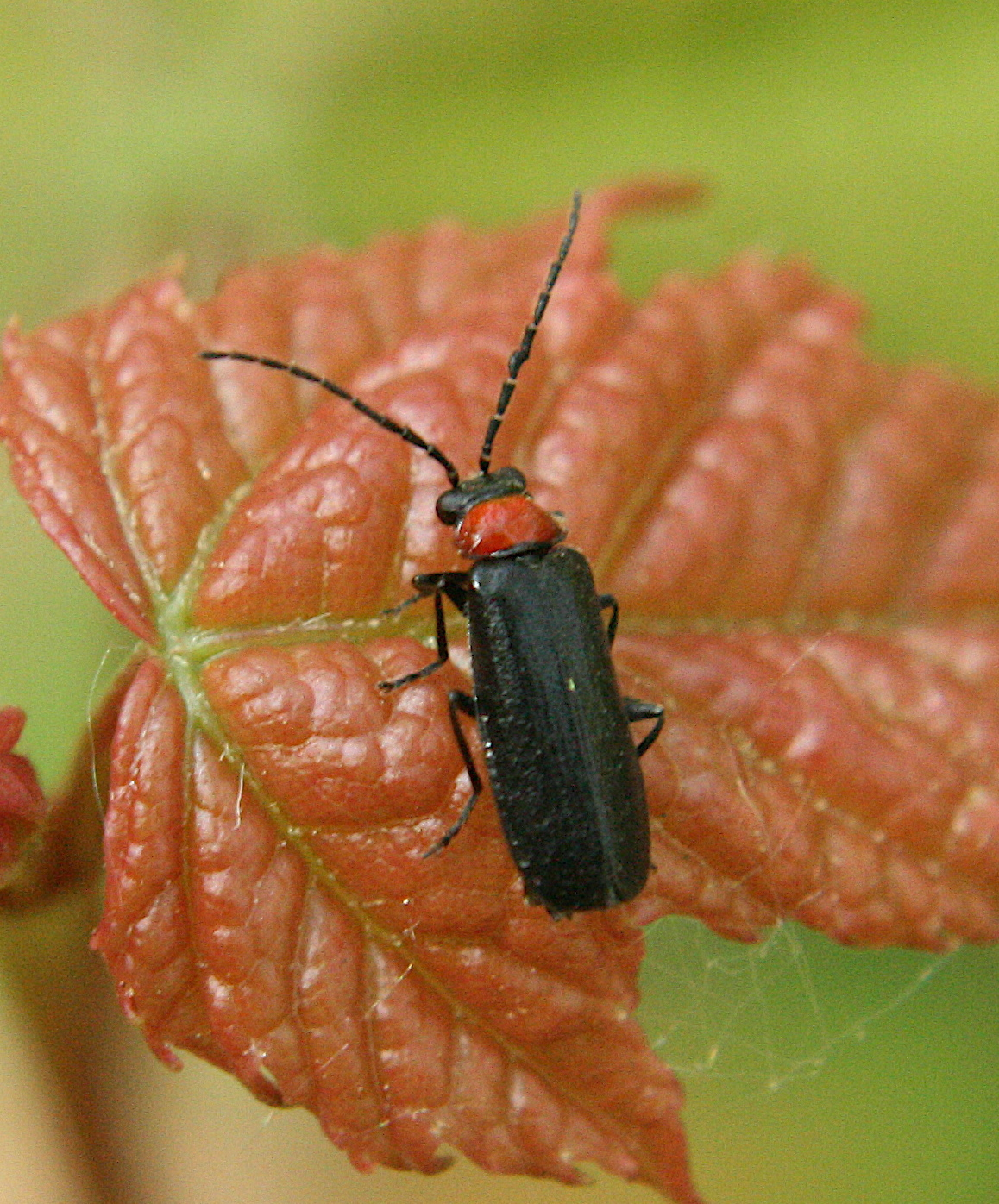
Silis percomis

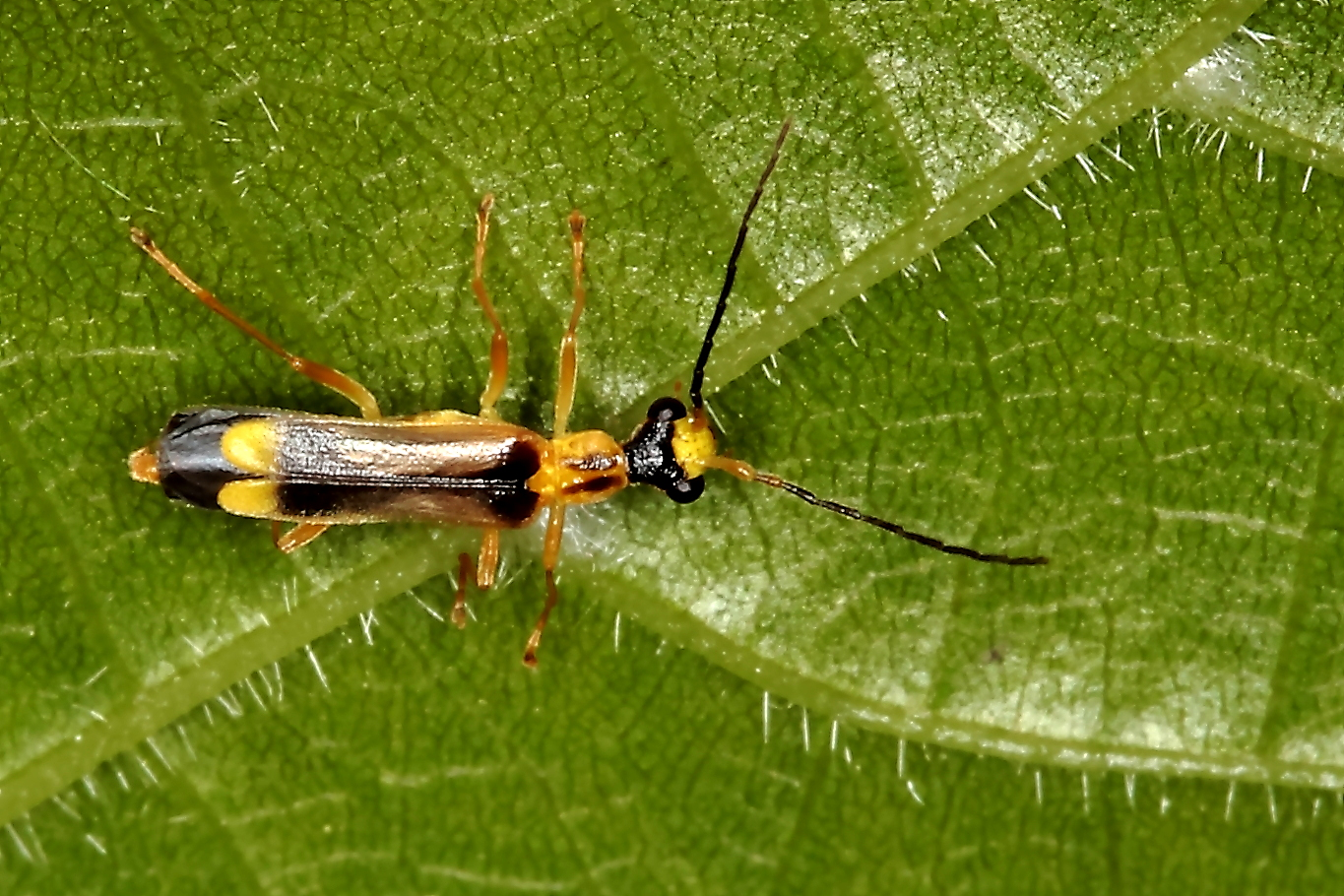
Malthinus punctatus

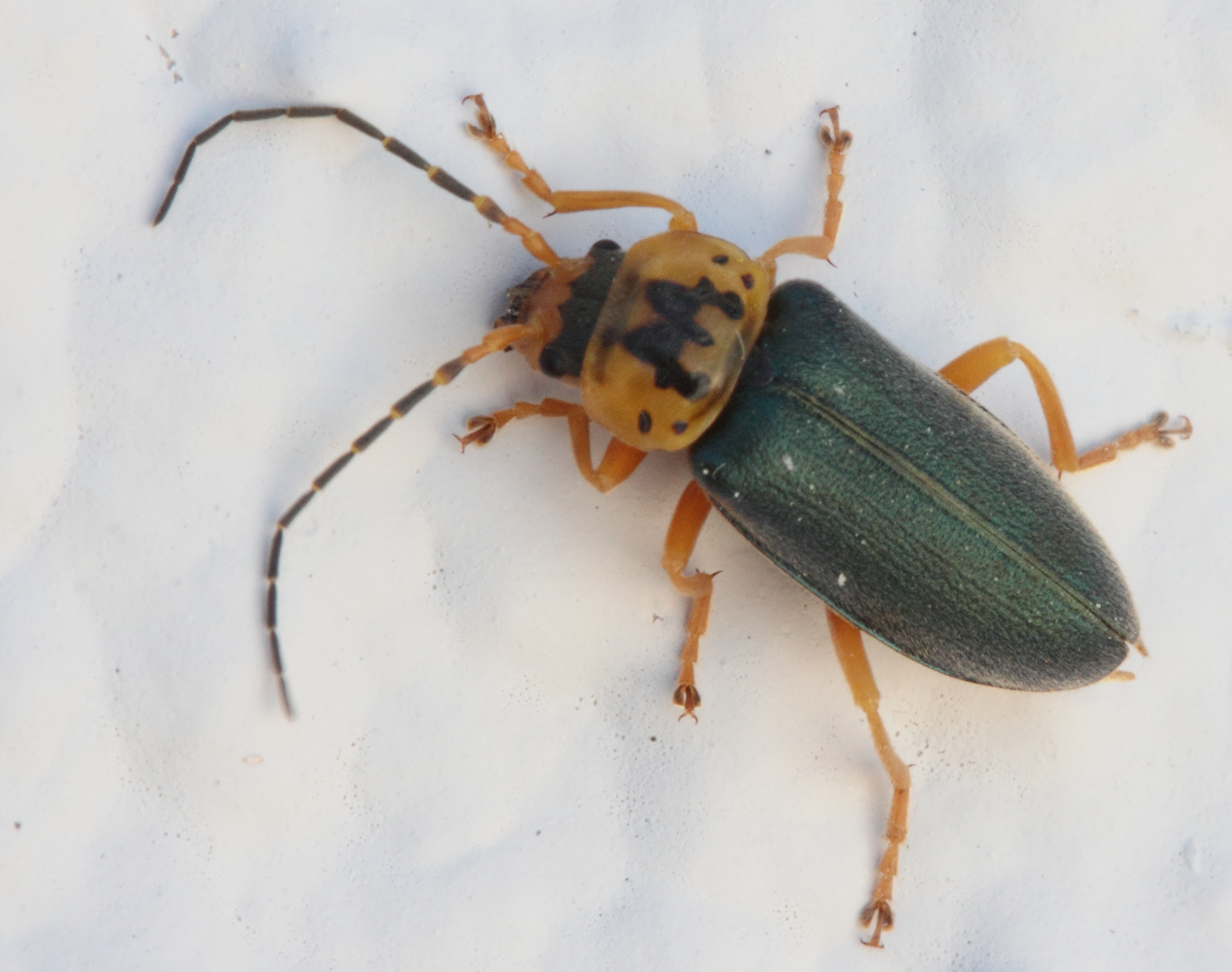
Afronycha picta

Omomiłkowate (Cantharidae) – rodzina chrząszczy z podrzędu wielożernych i infrarzędu sprężykokształtnych. Kosmopolityczna. Larwy są drapieżne, niekiedy wszystkożerne. Imagines żywią się owadami, nektarem i pyłkiem. Dorosłe osobniki cechuje miękki oskórek i często ostrzegawcze ubarwienie.

## Opis

### Owady dorosłe
Ciało tych chrząszczy jest wydłużone, długości od 1,2 do 28 mm, o bokach mniej lub bardziej równoległych, pokryte miękkim i elastycznym oskórkiem, najczęściej krótko owłosione. Ubarwienie może być całkiem czarne, ale często, zwłaszcza na przedpleczu i pokrywach, jest ostrzegawcze: częściowo lub całkiem czerwone, pomarańczowe lub żółte.
Głowę mają mniej lub bardziej prognatyczną, rzadko hipognatyczną. Ich warga górna, z wyjątkiem Chauliognathini, zlana jest z nadustkiem lub frontoclypeus. Żuwaczki są u nich wydłużone, zakrzywione i ostro zakończone. Czułki mają 11-członowe, zwykle nitkowate, ale spotykane są też inne, np. grzebieniaste czy blaszkowate. Czteroczłonowe głaszczki szczękowe mają zwykle rozszerzony lub zmodyfikowany człon końcowy. Przedplecze ma brzeg tylny nie szerszy od nasad pokryw, a krawędzie boczne zwykle całobrzegie. Pokrywy są miękkie, pełne do silnie skróconych, o bokach równoległych lub ku wierzchołkowi rozszerzonych. Tylna para skrzydeł jest zazwyczaj dobrze wykształcona.
Odnóża są długie i smukłe, rzadko u samców z rozszerzonymi środkowymi udami. Panewki przedniej pary bioder są tak szeroko otwarte i szeroko połączone, że prawie nieobecne. Biodra przednie są stożkowate, tylne zaś spłaszczone. Stopy wszystkich nóg są pięcioczłonowe, przy czym człon czwarty jest od spodu dwupłatkowy.
Liczba widocznych sternitów odwłoka wynosi 7 u samic i zwykle 8 u samców. Tergity do ósmego włącznie mają pory gruczołowe. Ostatni z widocznych sternitów samca jest często zmodyfikowany np. u Silini zredukowany do wyrostka schowanego pod siódmym wentrytem, u Malthodes wydłużony i rozwidlony, a u Trypherus z parą asymetrycznych blaszek. W narządach rozrodczych samców rurkowaty tegumen (złożony z fallobazy i pary paramerów) otacza prącie. Fallobaza najczęściej jest błoniasta z dwoma bocznymi sklerytami. Prącie jest zwykle błoniaste, u większości gatunków z wynicowalnym woreczkiem wewnętrznym, często z ornamentowaniami lub wyrostkami. U Chauliognathinae tegumen jest asymetryczny, wyciągnięty w dwa wyrostki, a prącie zesklerotyzowane.

### Larwy
Larwa typu kampodeowego. Głowę ma silnie prognatyczną, zaopatrzoną w nasale, sierpowate żuwaczki z kanalikami, dwuczłonowe głaszczki wargowe i trój- lub czteroczłonowe głaszczki szczękowe. Czułki ma trójczłonowe z narządem zmysłowym na szczycie członu drugiego. Odnóża ma pięcioczłonowe. Boczne pory gruczołowe występują na wszystkich tergach tułowiowych i odwłokowych do ósmego, a niekiedy do dziewiątego włącznie. Odwłok pozbawiony jest urogomf, ale u niektórych gatunków z rodzaju Malthinus wyposażony jest w haki analne na segmencie dziesiątym.

## Biologia i ekologia
Owady dorosłe żyją kilka tygodni, zwinnie poruszają się wśród roślinności i zwykle wykazują aktywność dzienną. Żywią się innymi owadami (np. mszycami), a także pyłkiem i nektarem.
Larwy żyją dłużej niż imagines, przechodząc do 10 wylinek. Są glebo- i wilgociolubne, a hydrofobowe owłosienie uodparnia je na zalewanie. Spotykane są np. w ściółce, pod kamieniami i butwiejącym drewnem, choć ostrzegawczo ubarwione larwy Chauliognathus aktywnie przemieszczają się po terenie otwartym. Zwykle są drapieżne, polujące na dżdżownicowate, nagie ślimaki i różne stadia rozwojowe owadów, aczkolwiek znane są też larwy wszystkożerne. W strefie umiarkowanej są stadium zimującym. Przepoczwarczenie ma zazwyczaj miejsce w kolebkach wykopanych w glebie.
Larwy jak i imagines posiadają gruczoły wydzielające substancje o nieprzyjemnym smaku, wraz z ostrzegawczym ubarwieniem odstraszające drapieżniki.

## Rozprzestrzenienie
Rodzina kosmopolityczna, najliczebniejsza w tropikalnej części Azji i Ameryki Południowej, ale liczna też w strefach umiarkowanych. Większość zasiedla lasy, ale znane są też gatunki związane z terenami otwartymi. W Polsce stwierdzono 88 gatunków.

## Systematyka
Według katalogu z lat 1977–78 należy tu 5083 gatunków ze 137 rodzajów, jednak grupa ta jest dość słabo opracowana i wiele taksonów czeka na opisanie. W XIX wieku umieszczane były w dużym taksonie Malacodermata. Później, m.in. wraz z Omethidae, karmazynkowatymi i  świetlikowatymi, zaliczane były do nadrodziny Cantharoidea, jednak o możliwej konieczności połączenia ich w jedną nadrodzinę ze sprężykami wspominał już Crowson w 1955 roku. Uczyniono to np. w systematyce Lawrence'a i Newtona z 1995. Nowsze analizy molekularne negują monofiletyzm Cantharoidea. Z analizy Kundraty i innych z 2014 wynika, że omomiłkowate stanowią grupę siostrzaną dla świetlikowatych, spokrewnioną z Omethidae i Telegeusidae dalej niż ze sprężykowatymi czy goleńczykowatymi.
Wyróżnia się 10 podrodzin:
- Cantharinae Imhoff, 1856 (1815)
- Silinae Mulsant, 1862
- Dysmorphocerinae Brancucci, 1980
- Malthininae Kiesenwetter, 1852
- Chauliognathinae LeConte, 1861
- Cydistinae Paulus, 1972
- Pterotinae LeConte, 1861
- Ototretinae McDermott, 1964
- Ototretadrilinae Crowson, 1972
- †Lasiosynidae Kirejtshuk, Chang, Ren et Kun, 2010